# O Calhambeque (Road Hog)
"O Calhambeque (Road Hog)" é uma canção gravada originalmente pelo cantor brasileiro Roberto Carlos no álbum É Proibido Fumar, de 1964. Trata-se de uma versão em português de "Road Hog", do estadunidense John D. Loudermilk.
A original de Loudermilk não fizera sucesso no Brasil, mas Erasmo Carlos tomou conhecimento dela enquanto procurava por lançamentos de rock and roll em um escritório musical e achou-a interessante por conta da buzina de carro que toca no começo da canção. Mas, ao contrário da original, que fala de maneira irônica sobre a polícia de trânsito dos Estados Unidos, a versão de Erasmo conta a história de um jovem que troca seu Cadillac por um calhambeque (carro antigo). A canção foi dada para Roberto Carlos, que estava montando o repertório de seu terceiro álbum de estúdio, e os principais elementos da original foram mantidos: o arranjo acústico, a introdução falada, a risada e o ronco do carro no final; a buzina na introdução da música também fora gravada, mas acabou excluída nas reedições posteriores do disco. A risada na parte final foi gravada 18 vezes, pois o cantor não achara nenhuma delas convincente — a primeira a ser registrada foi a que prevaleceu.
"O Calhambeque" tornou-se o maior sucesso daquele álbum de Roberto Carlos e o seu segundo grande hit, após "Parei na Contramão". Chegou ao segundo lugar nas paradas, atrás apenas de "Dominique", da cantora Giane. Também fez sucesso na Argentina quando lançada em uma versão em espanhol sob o título "Mi cacharrito".